# Allan Edwall

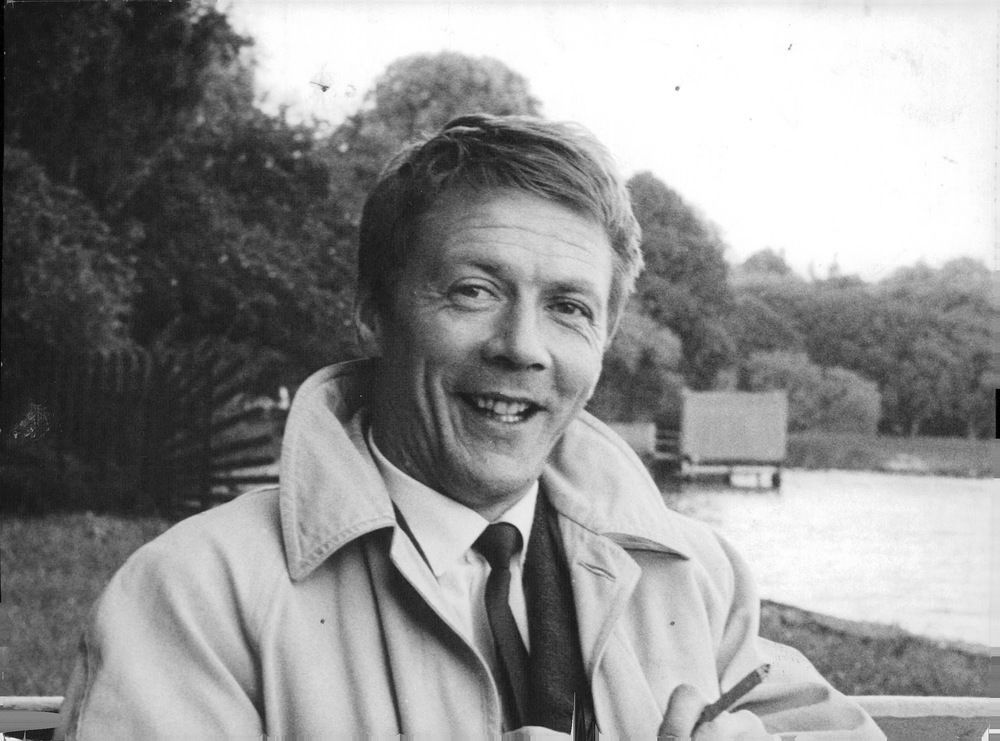
Allan Edwall a mediados de los años 1960

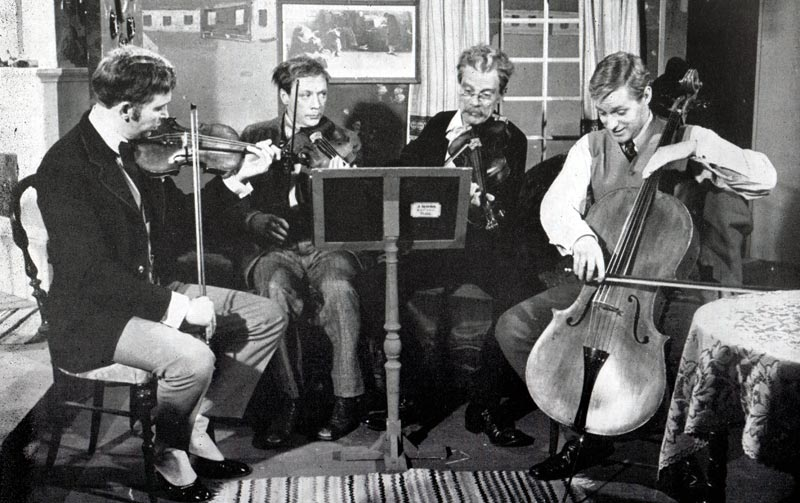
Escena de Kvartetten som sprängdes (1962). De izq. a der.: Ove Tjernberg, Allan Edwall, Olof Widgren y Lars Lind

Allan Edwall (25 de agosto de 1924 - 7 de febrero de 1997) fue un actor, director, guionista, escritor y cantante de nacionalidad sueca.

## Biografía
Su nombre completo era Johan Allan Edwall, y nació en Rödön, Suecia, siendo sus padres Karl Edvall y Magdalena Jonsson. Asistió a la escuela del Teatro Dramaten en 1949-1952, teniendo entre sus compañeros de clase a Jan-Olof Strandberg, Margaretha Krook, Max von Sydow y Jan Malmsjö. Edwall estuvo activo en el Dramaten en 1952-1955, 1958-1962 y 1963-1971. Fue actor independiente entre 1955 y 1957, y a partir de 1972. Además, Edwall fue actor televisivo a partir de 1962 y trabajó en el teatro de marionetas a partir de 1964.

### Carrera de actor
Edwall fue un actor de apariencia muy personal, y obtuvo reconocimiento por  su papel de Carlsson en la adaptación a la televisión de la novela de August Strindberg Gentes de Hemsö, emitida en 1966. En 1970 encarnó a Olle Montanus en la serie televisiva Röda rummet, también basada en un texto  de Strindberg . Hizo varios papeles cinematográficos notables, entre ellos el de Oscar Ekdahl en Fanny y Alexander (1982) y el de Danjel en Los emigrantes (1971). 
Edwall participó en casi todas las películas rodadas entre 1971 y 1984 adaptadas de los libros de Astrid Lindgren. Así, fue Anton en adaptaciones de las novelas Emil i Lönneberga (1971), Mattias en la adaptación de Los hermanos Corazón de León (1977), Nilsson en las cintas Du är inte klok, Madicken (1979) y Madicken på Junibacken (1980), Paradis-Oskar en el film Rasmus på luffen (1981) y Skalle-Per en Ronja Rövardotter (1984).

### Director
Edwall escribió guiones y dirigió varios largometrajes, entre ellos Åke och hans värld (1984) y Mälarpirater (1987). En el Teatro Dramaten y en el Stadsteater de Estocolmo, dirigió varias obras escritas por él. En el año 1986 inauguró un teatro propio privado en Estocolmo, el Teater Brunnsgatan Fyra, donde hizo de todo, desde vender entradas hasta actuar. En este local inició una colaboración con Kristina Lugn, que asumió el cargo de directora artística en 1997. A partir de 2011, la hija de Lugn, Martina Montelius, fue la directora del teatro.

### Autor
Edwall escribió cuatro novelas: Protokoll (1954), Ljuva läge (1967), Engeln (1974) y Limpan (1977). Engeln fue adaptada a la televisión en 1974 y 1976), y Limpan al cine en 1983.

### Músico
Edwall también escribió la música y el texto de canciones propias. Su temática era de compromiso social. Edwall cantó sus temas en discos como Grovdoppa (1979), Färdknäpp (1981), Gnällspik (1982), Ramsor om dom och oss (1982), Vetahuteri (1984) y Aftonro (2005), este último publicado a título póstumo. Alguno fue interpretado por Stefan Sundström, como fue el caso de Sundström spelar Allan (2002). Dos de sus canciones más conocidas fueron "Förhoppning" y "Årstider". 
En el año 2002 el recién fundado sello discográfico National se hizo cargo de las composiciones de Allan Edwall, y en otoño de ese año lanzó la colección Den lilla bäcken – Allans bästa, que vendió más de 24.500 ejemplares, relanzando desde entonces sus CD.
Edwall ganó en 2006 un Grammy a título póstumo por su CD Alla Allans visor.

### Vida privada
Estuvo casado con Berit Linnéa Larsson entre 1947 y 1952, teniendo un hijo, Michael. Entre 1957 y 1965 fue su esposa la periodista Britt Edwall, con la que tuvo tres hijos: Mattias, Måns y Malin. 
Allan Edwall fue activista, hasta su muerte, del Partido de la Izquierda. En el libro Då kan man lika gärna kittla varandra. En bok om Allan Edwall se explica que participó y apoyó diferentes huelgas sindicales y formó parte de manifestaciones y mítines.
Allan Edwall falleció a causa de un cáncer de próstata el 7 de febrero de 1997 en Estocolmo. Tenía 72 años de edad.

## Filmografía

### Actuaciones cinematográficas
- 1953 : Resan till dej
- 1954 : Gud Fader och tattaren
- 1954 : Dans på rosor
- 1955 : Vildfåglar
- 1956 : Flamman
- 1957 : Ingen morgondag
- 1958 : Körkarlen
- 1959 : Raggare!
- 1960 : El manantial de la doncella
- 1960 : Tärningen är kastad
- 1960 : Bröllopsdagen
- 1960 : Djävulens öga
- 1960 : På en bänk i en park
- 1961 : Ljuvlig är sommarnatten
- 1961 : Briggen Tre Liljor
- 1962 : Kort är sommaren
- 1963 : Los comulgantes
- 1964 : För att inte tala om alla dessa kvinnor
- 1965 : Hängivelse
- 1965 : Uppehåll i myrlandet
- 1965 : Mitt hem är Copacabana
- 1965 : Festivitetssalongen
- 1965 : Djävulens instrument
- 1966 : Träfracken
- 1966 : Här har du ditt liv
- 1967 : Mördaren – en helt vanlig person
- 1967 : Människor möts och ljuvlig musik uppstår i hjärtat
- 1970 : Ministern
- 1969 : Eriksson
- 1969 : Bokhandlaren som slutade bada
- 1969 : Klabautermannen
- 1971 : Los emigrantes
- 1971 : Emil i Lönneberga
- 1972 : Nybyggarna
- 1972 : Nya hyss av Emil i Lönneberga
- 1973 : Vem älskar Yngve Frej
- 1973 : Emil och griseknoen
- 1975 : Kulstötaren
- 1977 : Elvis! Elvis!
- 1977 : Den allvarsamma leken
- 1977 : Måndagarna med Fanny
- 1977 : Bröderna Lejonhjärta
- 1979 : Du är inte klok, Madicken
- 1980 : Madicken på Junibacken
- 1980 : Sverige åt svenskarna
- 1980 : Mannen som blev miljonär
- 1981 : Tuppen
- 1981 : Rasmus på luffen
- 1981 : Sopor
- 1982 : Fanny y Alexander
- 1983 : Limpan
- 1983 : P&B
- 1984 : Ronja Rövardotter
- 1984 : Åke och hans värld
- 1986 : Sacrificio
- 1987 : Mälarpirater
- 1989 : Resan till Melonia

### Actuaciones televisivas
- 1958 : Hughie
- 1959 : Lilith
- 1961 : Mr Ernest
- 1962 : Stolarna
- 1962 : Kvartetten som sprängdes
- 1963 : Misantropen
- 1963 : Topaze
- 1963 : Ett drömspel
- 1964 : Henrik IV
- 1965 : Janus
- 1965 : Thérèse Raquin
- 1965 : En florentinsk tragedi
- 1965 : Gustav Vasa
- 1965 : Hans nåds testamente
- 1966 : Hemsöborna
- 1968 : Slättemölla by
- 1970 : Röda rummet
- 1975 : Liv
- 1972 : Spöksonaten
- 1972 : Barnen i höjden
- 1973 : Vem älskar Yngve Frej
- 1974 : Engeln
- 1976 : Engeln II
- 1977 : Soldat med brutet gevär
- 1978 : Bröllopsfesten
- 1983 : Hustruskolan
- 1990 : I morgon var en dröm
- 1991 : Duo jag

### Director
- 1987 : Mälarpirater
- 1986 : Den nervöse mannen (TV)
- 1984 : Svenska folkets sex och snusk (TV)
- 1984 : Åke och hans värld
- 1969 : Eriksson

### Guionista
- 1987 : Mälarpirater
- 1986 : Den nervöse mannen (TV)
- 1985 : Det är mänskligt att fela (TV)
- 1984 : Svenska folkets sex och snusk (TV)
- 1984 : Åke och hans värld
- 1983 : Limpan
- 1976 : Engeln II (TV)
- 1974 : Engeln (TV)
- 1969 : Eriksson

## Teatro
- 1950 : En radiobragd, de Charlotte Chorpenning, dirección de Arne Ragneborn, Dramaten
- 1951 : La cabaña del tío Tom, de Harriet Beecher Stowe, dirección de Carl-Henrik Fant, Dramaten
- 1951 : Amorina, de Carl Jonas Love Almqvist, dirección de Alf Sjöberg, Dramaten
- 1951 : Simon trollkarlen, de Tore Zetterholm, dirección de Arne Ragneborn, Dramaten
- 1952 : De vises sten, de Pär Lagerkvist, dirección de Alf Sjöberg, Dramaten
- 1952 : Harlekino och Harlekina, de Else Fisher, dirección de Kurt-Olof Sundström, Dramaten
- 1956 : Topaze, de Marcel Pagnol, dirección de Sandro Malmquist, Riksteatern[4]
- 1958 : Månfåglarna, de Marcel Aymé, dirección de Yngve Nordwall, Malmö stadsteater
- 1958 : Sagan, de Hjalmar Bergman, dirección de Ingmar Bergman, Malmö stadsteater[5]
- 1962 : Resan, de Georges Schehadé, dirección de Alf Sjöberg, Dramaten
- 1963 : Svejk i andra världskriget, de Bertolt Brecht, dirección de Alf Sjöberg, Dramaten
- 1966 : Tre trappor utan hiss med en delvis skymd utsikt över Golden Gatebron, de Bill Manhoff, dirección de Mimi Pollak, Scalateatern[6]
- 1982 : Historien om en häst, de León Tolstói, dirección de Lars Edström, Stockholms stadsteater

## Radioteatro
- 1952 : Änkeman Jarl, de Vilhelm Moberg, dirección de Lars Madsén[7]
- 1954 : Pojken med kärran, de Christopher Fry, dirección de Palle Brunius[8]
- 1959 : Vägglusen, de Vladimir Majakovskij, dirección de Staffan Aspelin[9]
- 1963 : Bastu på badort, de Hans Abramson, dirección de Hans Abramson[10]

## Libros
- 1954 : Protokoll
- 1967 : Ljuva läge
- 1974 : Engeln
- 1977 : Limpan
- 1993 : Mellan liv och död

## Discos
- 1979 : Grovdoppa
- 1981 : Färdknäpp
- 1982 : Gnällspik
- 1982 : Ramsor om dom och oss
- 1984 : Vetahuteri
- 1991 : Edwalls blandning
- 2002 : Den lilla bäcken – Allans bästa (póstumo)
- 2005 : Aftonro (póstumo)
- 2005 : Alla Allans visor (póstumo)
- 2005 : Allans allra bästa (póstumo)

## Premios y reconocimientos
- 1960 : Premio Thalia
- 1970 : Beca Gösta Ekman
- 1971 : Premio de la Sociedad de Críticos de Teatro
- 1974 : Premio Guldbagge al mejor actor por Emil och griseknoen
- 1975 : Premio del Sindicato Teatral Sueco a su trafyectoria artística
- 1980 : Premio O'Neill
- 1981 : Litteris et Artibus
- 1983 : Premio de la Academia Sueca de Teatro
- 1985 : Miembro honorario de la sociedad estudiantil Norrlands nation de Upsala
- 1987 : Doctor honoris causa de la Universidad de Umeå
- 1988 : Premio Ture Nerman
- 1990 : Premio Cultural Natur & Kulturs
- 1990 : Premio Teatrla En bit av Georgs hatt
- 1993 : Beca Evert Taube
- 1996 : Piratenpriset
- 2005 : Premio Grammispor Alla Allans visor y "Årets öppen kategori"